# Asociación Internacional de Historia Económica
La Asociación Internacional de Historia Económica ( IEHA ) es una asociación de organizaciones nacionales, regionales e internacionales dedicadas al campo de la historia económica, definida en sentido amplio. La IEHA incluye 45 organizaciones miembros en 40 países alrededor del mundo. Con sede en Utrecht, Países Bajos, la IEHA promueve el estudio y facilita la colaboración en una variedad de proyectos, publicaciones e iniciativas. Si bien la IEHA tiene sus orígenes en las historiografías europeas (especialmente las de Francia y el Reino Unido ), desde entonces ha ampliado su alcance y membresía para incluir economías y académicos fuera de las áreas tradicionales de investigación.
La IEHA es mejor conocida por su congreso trienal, el Congreso Mundial de Historia Económica, un evento internacional e interdisciplinario donde más de 1.000 historiadores económicos se reúnen en cada reunión para discutir las tendencias en el campo.  Entre los asistentes a la conferencia se incluyen economistas, historiadores, formuladores de políticas, jefes de estado, ministros de gobierno y académicos de historia económica.  

## Historia
En el apogeo de la Guerra Fría, en 1960, se fundó la IEHA para unir a académicos de Europa Occidental, Estados Unidos y la Unión Soviética.   Entre los economistas existía la preocupación de estimular y sostener el crecimiento económico en muchos departamentos de historia económica del Reino Unido y los Estados Unidos . De manera similar, Alexander Gerschenkron intentó aprovechar las etapas de crecimiento económico de Rostow con su investigación sobre el atraso económico.  Al mismo tiempo, la fundación de la IEHA surgió originalmente del trabajo de Fernand Braudel e Immanuel Wallerstein sobre el crecimiento económico en la Europa moderna temprana .   A lo largo del siglo XX, la IEHA fue creciendo gradualmente en tamaño y en número de artículos presentados. 
En 1968, las organizaciones miembros de la IEHA se reunieron para la primera reunión fuera de Europa. La cuarta reunión se celebró en Bloomington, Indiana, Estados Unidos . 
En 2012, la organización amplió su enfoque global de la disciplina al organizar su primera conferencia fuera de Europa. Alrededor de 750 asistentes de 55 países asistieron al Congreso Mundial de Historia Económica en Stellenbosch, Sudáfrica .   Los académicos europeos que asistieron a la conferencia estaban más interesados en la división Norte-Sur, lo que facilitó el desarrollo de la historia económica africana en su conjunto.  La conferencia fue organizada en parte por la Agenda Africana y promovió el turismo en la comunidad local.  Los académicos han señalado que la celebración del Congreso en Stellenbosch posicionó al país para convertirse en uno de los principales centros de historia económica del continente africano.  El discurso de apertura, pronunciado por el ministro de Finanzas Pravin Gordhan, reconoció el potencial económico y político que tenía la conferencia para la economía sudafricana . 
El primer Congreso que se reunió en Asia tuvo lugar en Kioto, Japón, en agosto de 2015.  Las presentaciones se centraron menos en las economías europeas y más en las economías latinoamericanas y asiáticas.  La reunión representó, pues, un momento importante, no sólo para la historia económica, sino también para la historia mundial .  La conferencia condujo a la publicación de Una historia de la economía global: 1500 hasta la actualidad (2016) de Jörg Baten que, según un crítico, "fue encargado por la Asociación Internacional de Historia Económica y el editor afirma que su objetivo es organizar una 'historia no eurocéntrica' que presente la 'historia económica de manera equilibrada'". 
En los últimos años, la organización ha vuelto a centrarse en cuestiones de actualidad. En 2018, la presidenta Anne McCants habló de la importancia de comprender la globalización: sus orígenes, sus efectos sobre la desigualdad y la importancia del big data.  En el congreso, celebrado en Boston, Massachusetts, el economista francés Thomas Piketty ( École des hautes études en sciences sociales ) y autor de Capital in the Twenty-First Century describió el Congreso Mundial de Historia Económica como "uno de los pocos lugares en el mundo donde economistas e historiadores hablan entre sí, y realmente necesitamos este enfoque interdisciplinario".  La IEHA produce un boletín anual de conferencias y reuniones para historiadores económicos. 

### Liderazgo
Los expresidentes de la IEHA incluyen:
- 1965–1968: Frederic Chapin Lane
- 1968–1974: Kristof Glamann
- 1974–1978: Peter Mathias
- 1978-1982: Zsigmond Pál Pach
- 1982-1986: Jean-François Bergier
- 1986-1990: Herman Van der Wee
- 1994–1998: Gabriel Tortella
- 1998-2002: Roberto Cortés Conde
- 2002–2006: Richard Sutch
- 2006–2009: Riitta Hjerppe
- 2012–2015: Grietjie Verhoef
- 2015-2018: Tetsuji Okazaki
- 2018–2021: Anne McCants

Los ex secretarios generales de la IEHA incluyen:
- 1998-2006: Jan Luiten van Zanden
- 2006–2012: Jörg Baten
- 2012–2015: Debin Ma
- 2018–2021: Jari Eloranta

La IEHA está compuesta por tres órganos. La Asamblea General está compuesta por un representante de cada organización miembro. 

## Congreso Mundial de Historia Económica
Cada cuatro años (y cada tres años desde 2006), la IEHA organiza un Congreso de Historia Económica Mundial (WEHC) sobre un tema particular de la historia económica. Las reuniones tienen como objetivo reunir a académicos que se centran en discutir los debates actuales en la disciplina.  Las reuniones pasadas incluyen:  Las reuniones iniciales se denominaron Conferencia Internacional y se celebraron en países de Europa occidental. La quinta reunión se celebró en Leningrado, Rusia, y en la octava reunión, en Budapest, Hungría, el nombre se cambió a Congreso Internacional de Historia Económica. En este último evento participaron más de 850 historiadores económicos de 88 países.  Su objetivo era promover y regular debates en la comunidad internacional de académicos. En 1994, el XI Congreso Internacional de Historia Económica en Milán, Italia, tuvo más de 1.100 participantes de más de 50 países.  El Congreso también ha sido vital para el desarrollo de la historia económica cuantitativa, también conocida como cliometría . 